# ماه عسل (فیلم ۱۹۴۷)
ماه عسل (انگلیسی: Honeymoon) فیلمی در ژانر کمدی رمانتیک به کارگردانی ویلیام کیلی است که در سال ۱۹۴۷ منتشر شد. از بازیگران آن می‌توان به شرلی تمپل، فرانکوت تون، گای مدیسون، و جین لوکارت اشاره کرد.